# L'Œil du monde
L'Œil du monde (titre original : The Eye of the World) est le premier volume de la saga La Roue du temps de l'écrivain américain Robert Jordan.
La version originale a été publiée le 15 janvier 1990 par Tor Books aux États-Unis puis le 12 juillet 1990 par Orbit au Royaume-Uni. La version numérique est publiée en 2000. L'ouvrage a été réédité en deux volumes à destination du jeune public avec l'ajout d'illustrations et d'un prologue centré sur Egwene al'Vere. Les deux tomes, From the Two Rivers et To the Blight, sont parus en 2002 aux États-Unis chez Starscape Books et en 2003 au Royaume-Uni chez ATOM.
En France, le livre est édité une première fois par les éditions Rivages dans la collection Fantasy avec la traduction d'Arlette Rosenblum. L'ouvrage est publié en deux tomes en 1995 :
- La Roue du temps, qui contient le prologue et les 27 premiers chapitres ;
- L'Œil du monde, qui contient les chapitres 28 à 53.

Ils sont réédités en poche en 1997 par les éditions Pocket dans la collection Science-fiction. Cette réédition est accompagnée d'un sous-titre, L'Invasion des ténèbres, qui n'apparait plus dans la réédition de 2005 et 2006.
Ils sont réédités en grand format en 2006 par France loisirs dans la collection Fantasy.
La publication chaotique de La Roue du temps, qui a connu deux éditeurs et deux traducteurs différents, a décidé les éditions Bragelonne à reprendre la saga à partir du début. Le livre est réédité en 2012 avec une nouvelle traduction de Jean-Claude Mallé et illustré par Lee Gibbons. Le volume est titré L'Œil du monde. Il est également publié en version numérique.
En 2018, les éditions Bragelonne rééditent le livre en deux tomes au format de poche, L'Œil du monde – première partie et L'Œil du monde – Deuxième partie toujours traduit par Jean-Claude Mallé. Ces deux tomes sont illustrés par Didier Graffet.

## Résumé

### La Roue du temps

#### Prologue
Le prologue de La Roue du temps est unique du fait qu'il se déroule durant l'Ère des Légendes, plus ou moins trois millénaires avant les événements du reste de la série.
Ce prologue présente Lews Therin Telamon, le Dragon, commandant victorieux des forces de la Lumière dans la guerre contre Shai'tan, le Ténébreux. Cependant, sa victoire ne fut pas sans prix car, rendu fou par la souillure du Ténébreux sur le Saidin, Lews Therin tua toute sa famille. Puis il est confronté par Ishamael, un des lieutenants du Ténébreux, qui le fait redevenir sain d'esprit. Rendu conscient de ses crimes, Lews Therin se suicide, créant alors le Mont du Dragon - une montagne - par la puissance du Pouvoir unique.

#### Des Deux Rivières à Shadar Logoth
Les premiers chapitres du livre décrivent des événements se déroulant à Champ d'Emond, un village de la région de Deux-Rivières, paisible contrée située aux confins du royaume d'Andor.
La veille de Bel Tine, une fête annuelle célébrant l'arrivée du printemps, une attaque inattendue survient au village de Champ d'Emond. Des Trollocs, bêtes sanguinaires, guidés par un être maléfique, un Myrddraal. L'attaque semble cibler trois jeunes hommes de ce village : Rand al'Thor, Matrim Cauthon et Perrin Aybara. Heureusement, les Trollocs sont repoussés grâce à l'aide d'une Aes Sedai (sorte de magicienne), Moiraine Damodred et de son lige, al'Lan Mandragoran, se trouvant « par hasard » au bourg. Désirant épargner leur village d'autres attaques, les trois jeunes gens décident de fuir pendant la nuit, accompagnés de Moiraine et de Lan.  Egwene al'Vere, la fille de l'aubergiste du village du même âge que les trois garçons, et Thom Merrilin, un ménestrel se trouvant au village lors de l'attaque, décident de les accompagner. (Chapitres 1 à 10)
Pourchassés par des monstres (Trollocs, Myrddraal et Draghkar) pendant plusieurs jours, les sept compagnons finissent par atteindre la petite ville de Baerlon, où ils rencontrent Min, une jeune femme qui a le don d'avoir des visions prophétiques. Ils rencontrent également Dain Bornhald, un officier des Enfants de la Lumière (ou Blancs Manteaux). Ils y retrouvent de plus Padan Fain, un marchand colporteur qui fut présumé tué dans la bataille du Champ d'Emond. À Baerlon, Rand, Mat et Perrin commencent à avoir des cauchemars dans lesquels ils sont harassés par un homme arrogant s'appelant lui-même Ba'alzamon. Peu avant qu'ils ne quittent cette ville, Nynaeve al'Meara, la Sage Dame du village (sorte de guérisseuse et conseillère) arrive pour ramener les quatre jeunes villageois à Champ d'Emond. Quand Rand et ses amis refusent de retourner avec elle, elle décide de les accompagner pour s'assurer de leur sécurité. (Chapitres 11 à 17)
Poursuivis par un nombre sans cesse grandissant de Trollocs et de Myrddraals, les voyageurs sont forcés de se réfugier dans l'ancienne ville abandonnée et mortelle de Shadar Logoth, un endroit où même les Myrddraals sont réticents à aller. Durant leur séjour dans cette ville, Rand et ses deux amis vont explorer la ville en ruine et rencontrent un homme appelé Mordeth. Celui-ci leur offre d'abord d'innombrables richesses en échange d'une petite faveur, avant d'essayer de les tuer quand il apprend qu'ils sont accompagnés d'une Aes Sedai et que leur destination finale est Tar Valon, la ville où résident les Aes Sedai et la Chaire d'Amyrlin. Les trois parviennent à s'échapper de justesse et rejoignent leurs compagnons peu avant la tombée de la nuit. (Chapitres 18-19)
Durant la nuit, des Myrddraals et Trollocs pénètrent dans la ville, forçant les huit compagnons à s'enfuir de leur cachette protégée de Mashadar, le mal incarné de Shadar Logoth. Alors qu'ils essayent d'éviter de se faire repérer par les forces des Ténèbres (Trollocs et Myrddraals) en quittant la ville, ce Mashadar se manifeste, les séparant les uns des autres. (Chapitre 20)

#### Après la séparation à Shadar Logoth
Après avoir quitté Shadar Logoth les Trollocs sur leurs traces, Rand, Mat et Thom atteignent un bateau amarré sur la rivière avoisinante, l'Arinelle. Le capitaine de ce bateau, Bayle Domon leur accorde, avec réticence, le transport jusqu'à Pont-Blanc. Tout au long du voyage sur la rivière, Ba'alzamon continue de hanter les rêves de Mat et de Rand, et Mat devient de plus en plus replié sur lui-même et suspicieux de tout étranger. Rand découvre qu'il a gardé une dague prise à Shadar Logoth malgré l'avertissement de Moiraine demandant qu'il ne touche à rien provenant de la ville maudite. Rand ne fait pas le rapprochement entre la dague et le nouveau comportement de Mat. (Chapitre 20 à 24)
À Pont-Blanc, le trio est confronté à un Myrddraal sur une place bondée. Thom se sacrifie pour permettre à Rand et à Mat de s'échapper. Croyant Thom mort, les deux amis continuent seuls le voyage vers Caemlyn, étape sur la route de Tar Valon.
De leur côté Egwene et Perrin, ayant tous deux traversés la rivière Arinelle, établissent un itinéraire qui devrait les amener quasi directement à Caemlyn. Sur le chemin, ils rencontrent Élyas Machera, un homme aux yeux jaunes qui a la faculté de communiquer avec les loups. Il révèle à Perrin que lui aussi peut développer ce don, mais Perrin ne montre aucune envie de le faire. Élyas et les loups décident d'accompagner les deux jeunes sur au moins une partie de la route vers Caemlyn. Ils voyagent quelques jours avec les Rétameurs, ou Tuatha'an, un peuple nomade pacifiste, avant de repartir après un rêve de Perrin avec Ba'alzamon. (Chapitres 22 à 23 et 25 à 27)
Moiraine et Lan, quant à eux, sont vite rejoints par Nynaeve et se lancent à la poursuite des jeunes villageois.

### L'Œil du monde

#### Jusqu'à Caemlyn
Rand et Mat continuent seuls sur la route vers Caemlyn, gagnant leurs repas et un endroit où dormir en jouant de la flûte (celle de Thom) et en jonglant. Cependant, en approchant de Caemlyn, ils commencent à rencontrer des fidèles du Ténébreux à presque chaque village, qui semblent étrangement capable de les reconnaître au premier coup d'œil. Le comportement paranoïaque de Mat devient de plus en plus fort. (Chapitre 26 et 31 à 34)
Une fois arrivés à Caemlyn, Mat reste dans sa chambre et essaye d'éviter tout contact avec l'extérieur pendant que Rand fait la connaissance de Loial, un Ogier (peuple pacifique qui sort rarement de ses Sanctuaires - leur lieu de résidence), et l'entraîne dans l'aventure. Alors qu'ils sont à Caemlyn, Logain Ablar, un Faux Dragon (homme sachant canaliser le Pouvoir Unique et se proclamant Dragon Réincarné) récemment capturé est montré au public sur le chemin de Tar Valon. Rand essaye de l'apercevoir et, pour cela, grimpe sur un mur. Mais il tombe accidentellement de ce mur et se retrouve dans les jardins royaux, où il rencontre Elayne Trakand, l'héritière du trône d'Andor, son frère Gawyn et son demi-frère Galad Damodred. (Chapitres 35 à 36 et 39 à 40)
Quand la présence de Rand est découverte par les gardes du palais (avertis par Galad), il est amené devant la reine Morgase et sa conseillère Aes Sedai Elaida (de l'Ajah rouge). Elaida proclame que Rand est un individu dangereux, mais la reine décide de le libérer, n'ayant rien à lui reprocher. (Chapitre 40)
Pendant ce temps, Egwene, Perrin et Élyas, ayant quitté les Tuatha'an, tentent d'échapper à d'innombrables corbeaux et corneilles, espions du Ténébreux. Ils rencontrent une légion de Fils de la Lumière (une puissante secte religieuse guerrière) commandée par Geofram Bornhald, père de l'officier rencontré à Baerlon. Après qu'un de ces Fils tue un loup sous les yeux de Perrin, celui-ci devient temporairement fou de rage et tue deux Fils de la Lumière, son talent s'étant développé malgré ses efforts pour l'ignorer. Élyas s'enfuit, mais les Fils de la Lumière réussissent à attraper Egwene et Perrin et prévoient d'exécuter Perrin une fois qu'ils seront à Caemlyn pour son crime d'avoir tué deux des leurs. (Chapitres 29 à 30)
Heureusement, Moiraine, Lan et Nynaeve libèrent Perrin et Egwene des mains des Blancs Manteaux. Ensemble, ils voyagent jusqu'à Caemlyn où ils retrouvent Mat et Rand, qui revient tout juste de son aventure au palais. Moiraine repère immédiatement la « maladie » de Mat comme l'influence malfaisante de la dague prise à Shadar Logoth et elle utilise ses pouvoirs pour diminuer son effet. Néanmoins, elle ne peut le guérir complètement ni briser le lien reliant Mat au poignard du fait qu'il était en sa possession depuis trop longtemps. (Chapitre 38 et 41 à 42)

#### De Caemlyn à l'Œil du monde
Loial avertit Moiraine d'une menace planant sur l'Œil du Monde, une menace corroborée par une histoire entendue par Perrin et Egwene chez les Rétameurs et par les rêves de Rand, Mat et Perrin. Moiraine décide que, pour pouvoir atteindre l'Œil du Monde à temps et arrêter le Ténébreux, ils doivent emprunter les Voies, système de communication des temps anciens maintenant corrompu. Le groupe est guidé dans les Voies dangereuses par Loial et émerge au pays du Shienar, où ils rencontrent le Seigneur Agelmar Jagad et Ingtar Shinowa à la forteresse de Fal Dara, la veille d'une bataille prévue contre une armée de Trollocs.
Padan Fain est découvert alors qu'il grimpait sur les murs de la forteresse. Il est emprisonné et questionné par Moiraine et Lan, qui découvrent qu'il est un Ami du Ténébreux dont l'esprit a été spécifiquement remodelé pour trouver la cible du Ténébreux. C'est lui qui lança l'attaque de Champ d'Emond. Après cette attaque, il fut forcé dans la course-poursuite par le Myrddraal et ne put leur échapper qu'à Shadar Logoth. Même s'il était séparé du Myrddraal, il appartenait toujours au Ténébreux et il suivit les huit compagnons jusqu'à Caemlyn, puis dans les Voies jusqu'à Fal Dara. (Chapitre 42 à 47)
Après cela, le groupe entre dans la Grande Dévastation, une zone corrompue par le Ténébreux où même la végétation est pourrie et dangereuse, à la recherche de l'Œil du Monde gardé par l'Homme Vert. L'Œil se révèle être un bassin rempli de pur Saidin. Quand les compagnons sortent de l'Œil, ils sont confrontés à deux Réprouvés (13 des plus puissants Aes Sedai de l'ère des Légendes qui ont rejoint le Ténébreux et ont été enfermés avec lui) : Aginor et Balthamel. Balthamel est tué par l'Homme Vert, qui meurt en même temps, et Aginor meurt consumé par le Saidin quand il se bat contre Rand pour le contrôle de celui contenu dans l'Œil du Monde. Guidé par un savoir instinctif, Rand utilise la réserve de Saidin pour décimer l'armée de Trollocs et vaincre Ba'alzamon. (Chapitre 48 à 51)
Le groupe découvre alors la Bannière du Dragon et le Cor de Valère dans l'Œil du Monde vidé de son Saidin.
Après cela, Rand réalise avec horreur qu'il a canalisé le Pouvoir Unique et qu'il est condamné à la folie et à la mort. Le livre se termine avec la déclaration de Moiraine : « Le Dragon est Réincarné ». (Chapitre 52 à 53)

#### L'Œil du monde
L'Œil du Monde est situé dans la Grande Dévastation. Il a été créé par les Aes Sedai hommes et femmes après que le Ténébreux ait souillé le saidin. Pour le créer, les Aes Sedai ont dû utiliser le saidin et la saidar. Il est protégé par l'Homme Vert. Il contient un bassin de pur saidin, non souillé, avec la Bannière du Dragon (Lews Therin Telamon) et le Cor de Valère.

## Thèmes
Robert Jordan a affirmé avoir délibérément écrit les premiers chapitres de L'Œil du monde de façon qu'ils évoquent la Comté de la Terre du Milieu, du roman Le Seigneur des anneaux de J. R. R. Tolkien[réf. nécessaire].
D'un autre côté, L'Œil du monde évoque une maturation des jeunes héros. Ils expérimentent de nouvelles choses, vivent de nouvelles expériences et acceptent de plus grandes responsabilités qu'auparavant. Un autre thème prédominant dans ce livre est la confiance. Les jeunes des Deux-Rivières doivent se fier à Moiraine, alors qu'ils redoutent qu'elle ne fasse que les manipuler et les utiliser à ses fins propres.